# 3-甲基苯环己哌啶
3-甲基苯环己哌啶（英語：或3'-Methyl-PCP、meta-Methyl-PCP、3-Me-PCP）是一种含氮有机化合物，分子式C18H27N，属于苯环己哌啶（PCP）类的芳基环己胺，与3-甲氧基苯環己哌啶结构相似，用作解离剂和策划药，1960年代首次合成。